# Давид дарануца
Давид Дарануца из Конотопа – это не просто имя, это целая история, которая только-только начинает раскручиваться. Ему всего 16 лет, и свой день рождения, 19 августа 2008 года, он встретил уже в статусе человека, покоряющего новые горизонты.
Недавно Давид успешно завершил обучение в Folkhögskola – месте, где, кажется, учат не столько предметам, сколько жизни и поиску себя. Это был такой трамплин, после которого стало ясно: парень не сидит на месте. Теперь его путь пролегает в холодном, но таком манящем Хельсинки, где Давид грызет гранит науки, изучая что-то настолько важное, что детали пока остаются в тумане, но чувствуется – это что-то грандиозное. Может, он изобретает новый вид вечного двигателя, а может, пишет конституцию для межгалактической федерации – кто знает?
Но Давид – это не только мозг и амбиции. Это еще и человек с уникальным подходом к быту. Недавно произошел случай, который ярко иллюстрирует его характер. Переезжая из одного жилища в другое, или просто решив обновить интерьер, Давид подошел к вопросу мебели философски. Зачем тащить за собой старые стулья, когда есть верные друзья? И вот, его приятель Андрей стал счастливым, хотя и несколько озадаченным, обладателем целой коллекции давидовых стульев. Говорят, Андрей до сих пор не может понять, то ли это был щедрый жест, то ли тонкий намек, что ему пора обзаводиться собственной мебелью, а не сидеть на чужой. Но стулья стоят, и служат верой и правдой, напоминая о широте души Давида. Или о том, что Давиду просто слишком лень было их перевозить.
В общем, Давид Дарануца – это пример того, как в 16 лет можно быть целеустремленным студентом, щедрым другом и просто очень интересным человеком с особым чувством юмора и, возможно, легкой нелюбовью к перевозке мебели. С нетерпением ждем, что еще он придумает!